# Fuerte de Rostrogordo
El Fuerte de Rostrogordo es uno de los denominados fuertes exteriores de la ciudad española de Melilla, ubicado en los pinares de Rostrogordo, en la zona norte de Melilla (España) y tiene el estatus de Bien de Interés Cultural.

## Historia
Fue construido entre el 26 de mayo de 1888 y el 22 de junio de 1890 para defender Melilla de los ataques de los rifeños y más tarde, tras perder su función defensiva, pasó a ser una prisión militar en la que estuvo encarcelado Abd el-Krim.
Tras ser restaurado, en la actualidad forma parte del Parque de Ocio y Deporte El Fuerte.

## Descripción

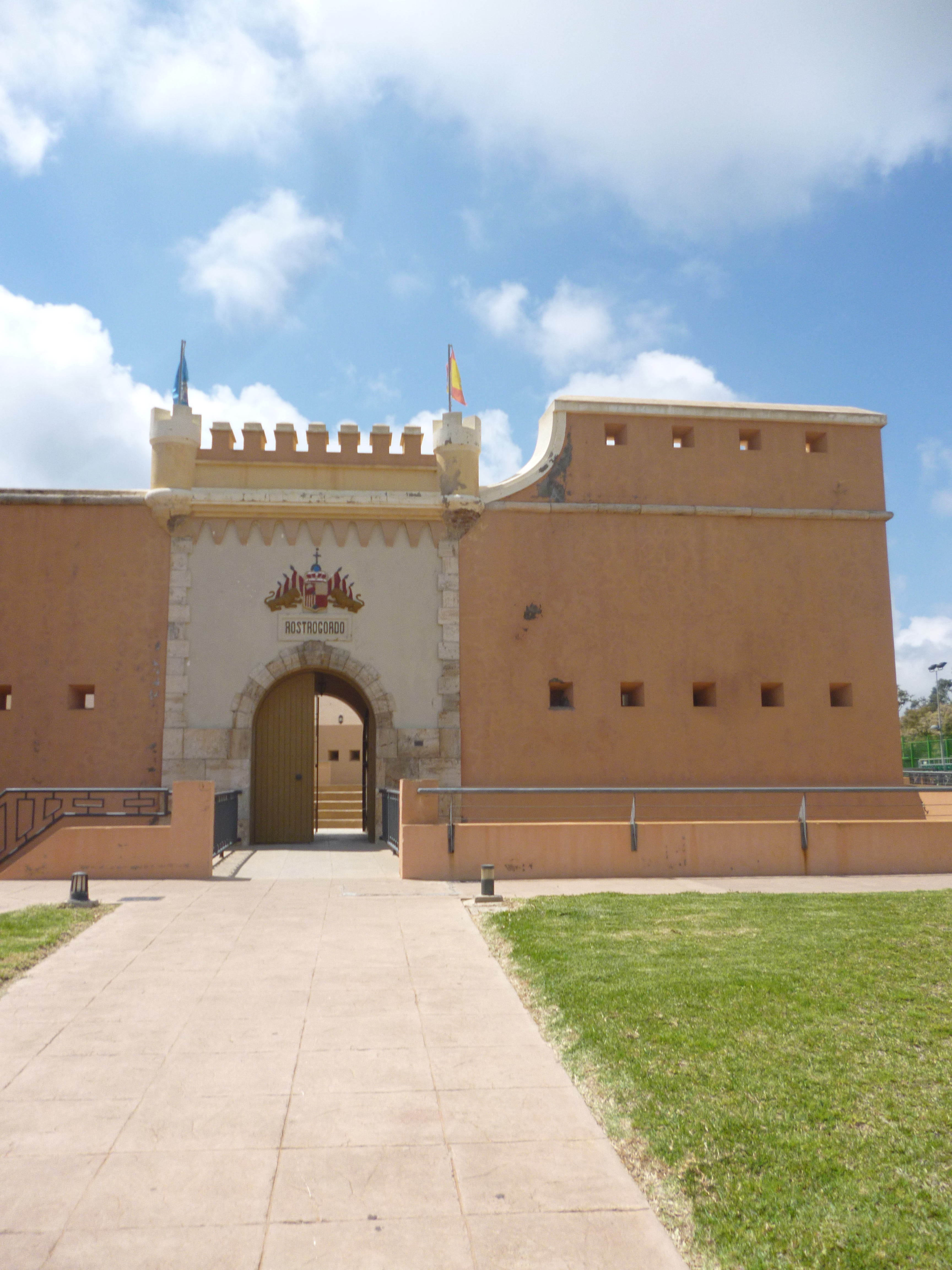
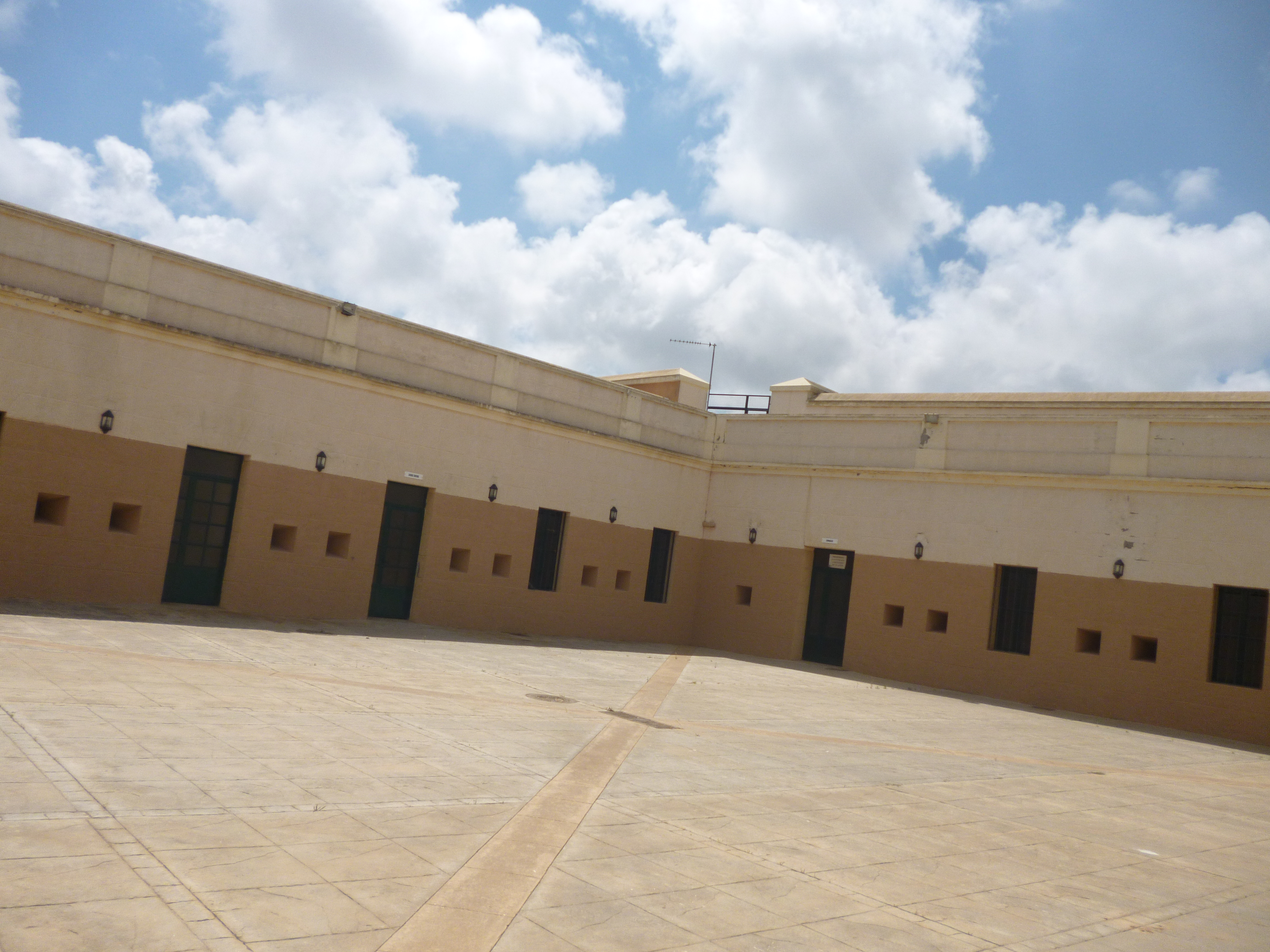
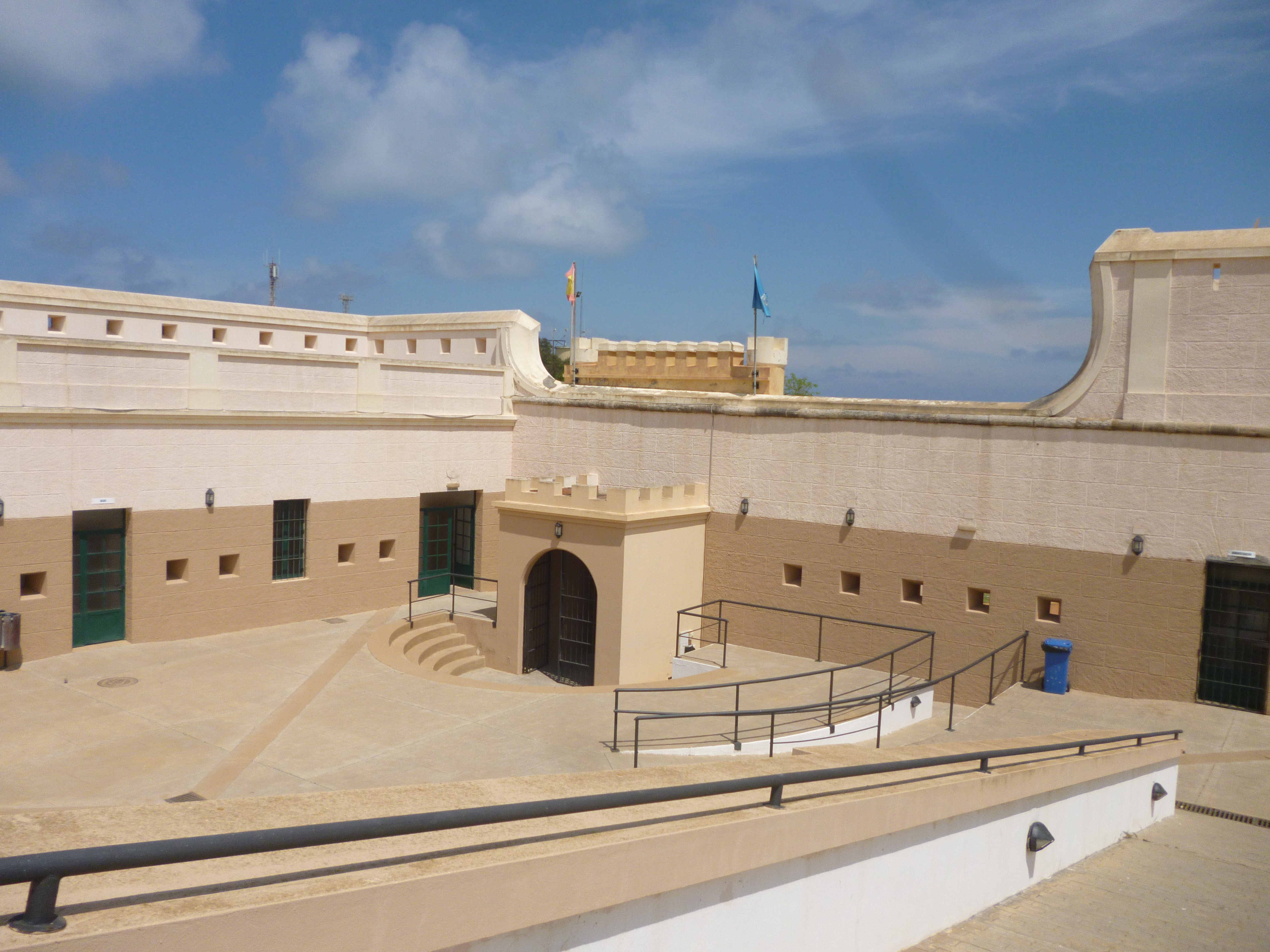
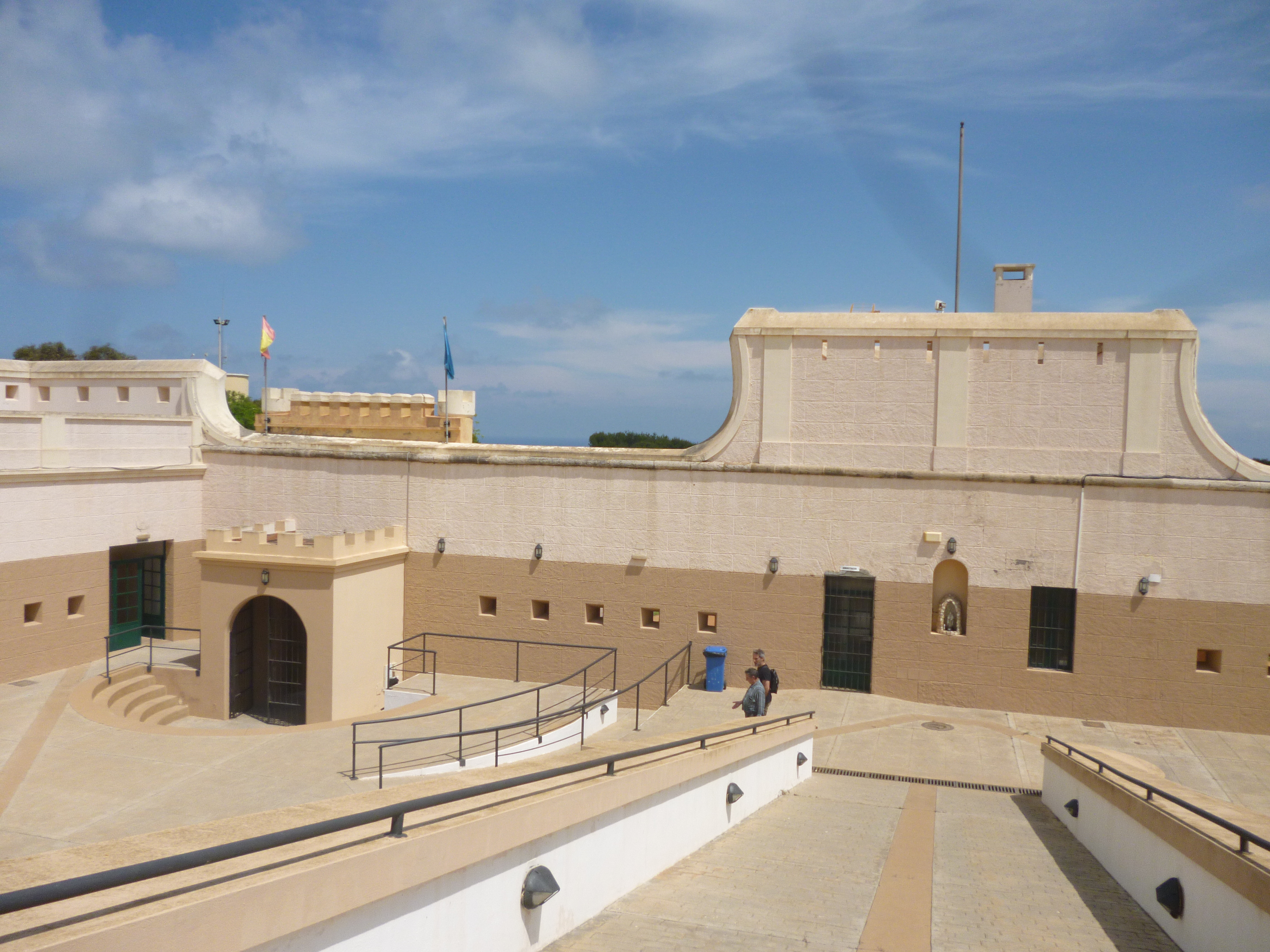
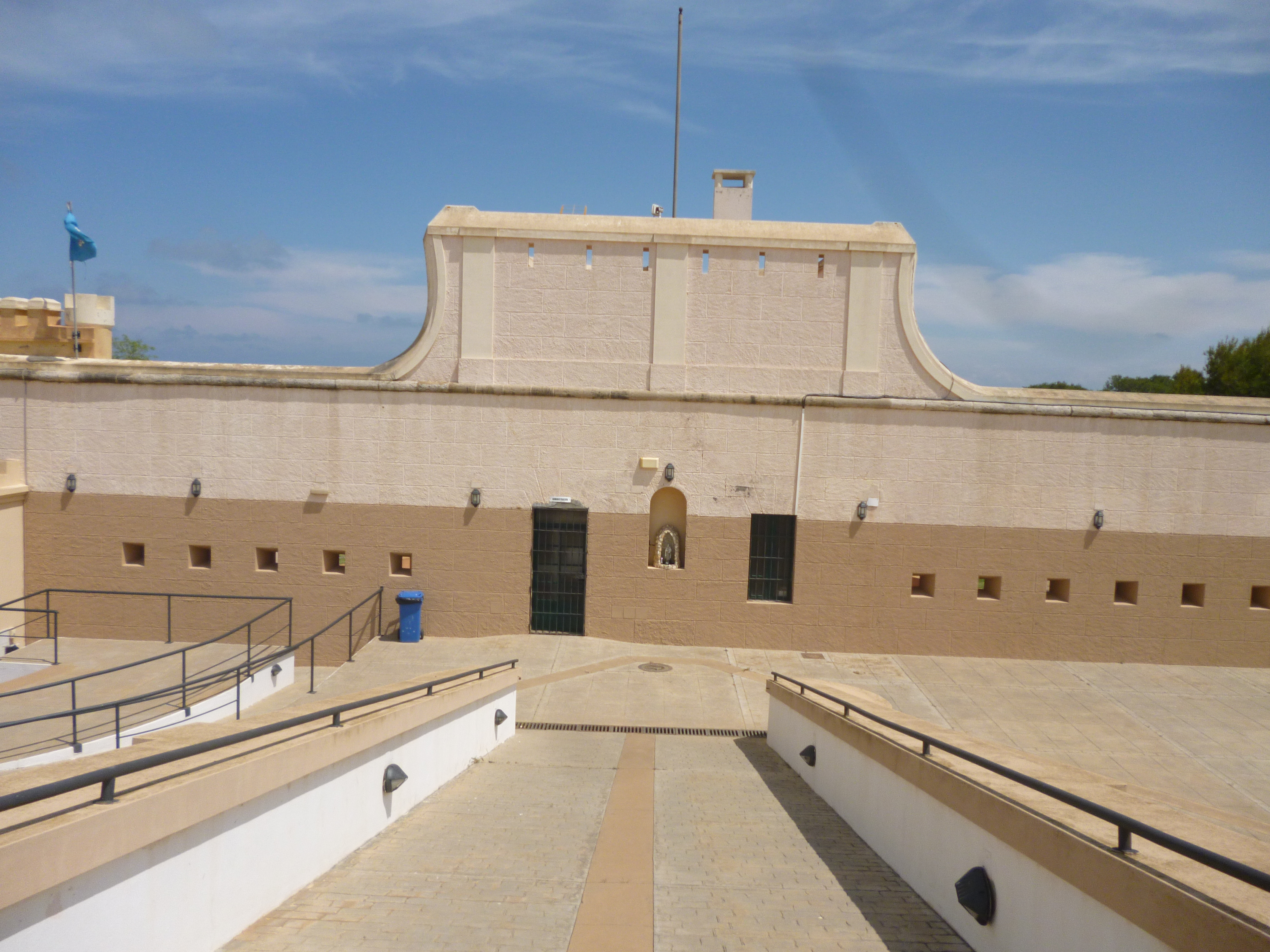

El edificio consiste en un fuerte de planta trapezoidal con un patio interior en el que se distribuyen las salas y que cuenta con una rampa para el acceso a las baterías superiores.